# Saitobryum lorentzii
Saitobryum lorentzii là một loài Rêu trong họ Pottiaceae. Loài này được (Müll. Hal.) Ochyra miêu tả khoa học đầu tiên năm 1999.